# Roar (cântec)

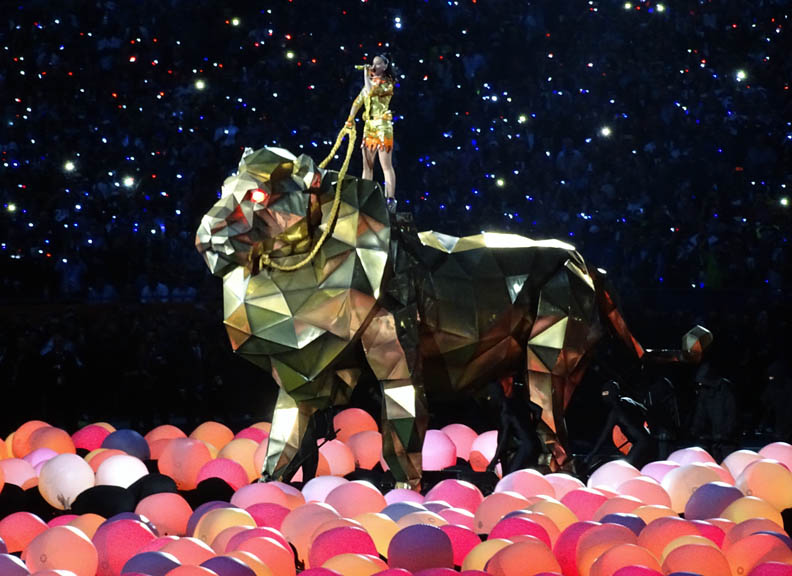
Katy Perry interpretând Roar la Super Bowl

Roar este un cântec de pe albumul Prism al cântăreței californiene Katy Perry pentru al  patrulea album al cântăreței ,Prism. Videoclipul melodiei a fost lansat la data de 5 septembrie 2013. A fost scris în colaborare cu Bonnie McKee . Piesa este una pop-rock cu influențe din arena rocķ.
Pe plan mondial,Roar a fost un șlăgar de top 5 în multe țări,ocupând  poziția fruntașă în clasamentele din Statele Unite,Marea Britanie,Canada,Slovacia,Israel,Australia, Coreea de Sud,Irlanda,Austria ,Noua Zeelandă și Peru